# Đánh thuế hai lần
Đánh thuế hai lần là việc hai hoặc nhiều khu vực pháp lý đánh thuế vào cùng một khoản thu nhập (trong trường hợp thuế thu nhập), tài sản (trong trường hợp thuế vốn), hoặc giao dịch tài chính (trong trường hợp thuế doanh thu).
Trách nhiệm thuế hai lần có thể được giảm nhẹ theo một số cách, ví dụ, cơ quan tài phán có thể:
- miễn thuế thu nhập từ nguồn nước ngoài,
- miễn thuế thu nhập từ nguồn nước ngoài nếu thuế đã được nộp ở một khu vực tài phán khác, hoặc cao hơn một số tiêu chuẩn để loại trừ các khu vực pháp lý thiên đường thuế, hoặc
- đánh thuế đầy đủ đối với thu nhập từ nguồn nước ngoài nhưng khấu trừ các khoản thuế đã nộp đối với thu nhập ở nước ngoài.

Các cơ quan tài phán có thể ký kết các hiệp ước về thuế với các quốc gia khác, trong đó đặt ra các quy định để tránh đánh thuế hai lần. Các hiệp ước này thường bao gồm các thỏa thuận trao đổi thông tin để ngăn chặn việc trốn thuế – chẳng hạn như khi một người yêu cầu miễn thuế tại một quốc gia trên cơ sở không cư trú tại quốc gia đó, nhưng sau đó không khai báo đó là thu nhập nước ngoài tại quốc gia kia; hoặc người yêu cầu giảm thuế địa phương đối với khoản khấu trừ thuế tại nguồn nước ngoài đã không thực sự xảy ra.
Thuật ngữ "đánh thuế hai lần" cũng có thể đề cập đến việc đánh thuế hai lần đối với một số thu nhập hoặc hoạt động. Ví dụ, lợi nhuận của công ty có thể bị đánh thuế trước tiên khi thu được bởi công ty (thuế công ty) và một lần nữa khi lợi nhuận được chia cho các cổ đông dưới dạng cổ tức hoặc phân phối khác (thuế cổ tức).
Có hai loại đánh thuế hai lần: đánh thuế hai lần theo khu vực pháp lý và đánh thuế hai lần kinh tế. Trong trường hợp đầu tiên, khi quy tắc nguồn trùng lặp, thuế được áp dụng bởi hai hoặc nhiều quốc gia theo luật trong nước của họ đối với cùng một giao dịch, thu nhập phát sinh hoặc được coi là phát sinh trong khu vực pháp lý tương ứng của họ. Trong trường hợp thứ hai, khi cùng một giao dịch, khoản mục thu nhập hoặc vốn bị đánh thuế ở hai hoặc nhiều tiểu bang nhưng lại thuộc về một người khác nhau, thì sẽ phát sinh thuế hai lần.